# Divvy
Divvy is het fietsdeelsysteem van de Amerikaanse metropool Chicago. Het systeem is eigendom van het departement Vervoer van de stad Chicago en bedient behalve die stad ook Evanston. Sinds 2019 wordt het uitgebaat door de firma Lyft. 
In 2023 was Divvy naar werkgebied het grootste fietsdeelsysteem van Noord-Amerika. Anno 2025 telt Divvy meer dan 1000 onbemande stations waar gebruikers fietsen, elektrische fietsen en elektrische steps kunnen ontlenen. In 2024 werden er 6,7 miljoen trips geregistreerd.